# Dan D (glasbena skupina)
Dan D je slovenska rock skupina iz Novega mesta, ki deluje od leta 1995. 

## Zgodovina
V začetku leta 1992 sta Tomislav Jovanović - Tokac (vokal) in Bojan Đorđević - Đoko (bobni) povabila v Novo mesto Tokčeva prijatelja iz Karlovca Jomija (bas kitara) in Tristana Karasa - Tičo (kitara) z namenom nastopanja v lokalnem novomeškem nočnem klubu Škrat. Poimenovali so se Mercedes Band in sprva igrali priredbe glasbenih uspešnic. Kmalu je na bobnih Đokota zamenjal Dušan Obradinović - Obra. V Studiu Metulj so posneli dve priredbi Get Up (I Feel Like Being a) Sex Machine in Suzy Q, za katera sta nastala tudi njihova prva videospota. Nastopali so po vsej Sloveniji in leta 1994 posneli prvo avtorsko pesem Dobra vila. Zaradi različnih interesov, ustvarjanja lastne glasbe ali prigravanja glasbenih uspešnic, sta Jomi in Tristan zapustila skupino. Leta 1996 sta Tokac in Obra k sodelovanju povabila Marka Turka - Tučo (ritem kitara), Primoža Špelka - Špela (bas kitara) in Aleša Bartelja - Bart (solo kitara) in nastala je skupina Dan D (uradno so ime začeli uporabljati leta 1996).
Dan D so prve avtorske pesmi posneli z mobilnim studiem studia RSL spomladi 1995 , vendar niso bili zadovoljni s kakovostjo posnetkov in so jih ponovno posneli čez dve leti v studiu Činč. Leta 1997 so izdali svoj prvi album Igra pri založbi Helidon, kjer je bil izvršni producent Boris Bele. Posneli so tudi tri videospote za pesmi Bodi moja, Za naju punca in V naravo. Leta 1999 so posneli drugi album Ko hodiš nad oblaki. Pri obeh albumih je bil producent Borut Činč.
Skupino sta zapustila Primož Špelko in Aleš Bartelj. Zasedba je z novima članoma, Andrejem Zupančičem (bas kitara) in Boštjanom Grubarjem (klaviature), ter producentom Žaretom Pakom posnela album Katere barve je tvoj dan?, ki je izšel leta 2004 pri založbah KifKif Records/ Menart. Album zaznamuje večja žanrska raznolikost, ima tudi nekaj glasbenih gostov (Polona Kasal je na prvi različici albuma navedena pod psevdonimom). Njegovi singli so bili "Plešeš", "Čas", "Voda", "Počasi", "Le naprej" in "Roke". Skupini se je leta 2006 pridružil Nikola Sekulović (bas kitara), s katerim so se Dan D vidneje predstavili na podelitvi slovenskih medijskih nagrad Viktor, kjer so s skupino Siddharta izvedli združeno različico skladb "Voda" in "Male roke". Pesem je postala velika uspešnica leta 2007 in jo je skupina kot bonus pesem izdala na tretjem ponatisu oz. tretji različici albuma. Prva različica albumba je bila v kartonskem ovitku in nakladi zgolj 500 izvodov, druga različica pa je vsebovala dodatne remikse skladb.
Leta 2008 so na povabilo Vala 202 posneli  "Lep dan za smrt", predelavo skladbe zasedbe Niet. Konec istega leta so album Ure letenja za ekstravagantne ptice predstavili na slovenski klubski turneji. Njegov napovedni singel je bil "Jutranja", februarja 2009 mu je sledil "Google Me", junija "Love song", maja 2010 "Moj problem", aprila 2011 pa "Magično".   
Dan D je 13. in 14. septembra 2009 s Simfoničnim orkestrom RTV Slovenija nastopil v Križankah. Prvi koncert je bil razprodan, zato je bil objavljen še en datum nastopa. Prvi nastop je posnela TV Slovenija, drugega pa je v živo prenašal Val 202. Konec leta je pri Založbi kaset in plošč RTV Slovenija izšel dvojni CD in DVD, ki je kot prva domača podpiral funkcijo multiangle, ki je gledalcu omogočala izbiro med tremi zornimi koti.  
13. februarja 2010, 13 let po izidu prvenca, sta bila ponatisnjena prva dva studijska albuma, Igra in Ko hodiš nad oblaki, ki sta bila že nekaj let razprodana. Ob tej priložnosti je Dan D v Cankarjevem domu nastopil z glasbenimi gosti, ki so sodelovali pri ustvarjanju obeh albumov. Po nekajmesečnem odmoru je skupina z nastopom na otvoritvi Evropske prestolnice kulture v Mariboru predstavili novo pesem z delovnim naslovom "Kozlam" (kasneje poimenovano "Čuti se kot konec sveta"). 
Člani skupine so posegli po nekonvencionalnih glasbilih (žlica, kuhalnica, ribež, zvončki, bisernica, ukulele, bariton, steklenice, …). Septembra 2012 so v zgodnjih jutranjih urah izvedli nenapovedan jutranji nastop na Železniški postaji Ljubljana. Prihajajočo turnejo Tiho je jeseni 2012 pospremil izid kasete. Zapakirana je bila v okroglo, unikatno in ročno obdelano jelšino poleno. Pri ustvarjanju so sodelovali tudi člani zasedbe. Na kaseti so bile zbrane predrugačene izvedbe sedmih že znanih uspešnic ter tri nove skladbe. Zadnja posnetka na strani A in B sta poslušalcem ponujala vpogled na priprave oz. razvoj projekta Tiho. Prvi posnetek je nastal na vajah na podstrehi pevca Tomislava Jovanovića - Tokca, drugi pa na koncertu na Lentu istega leta. Turneja Tiho je potekala med 10. oktobrom in 30. novembrom 2013 na 13-ih koncertnih prizoriščih po Sloveniji. Dodatna koncertna termina sta bila 8. in 9. marca 2013 v Katedrali Kina Šiška, kjer je bil povezovalec Jure Longyka. Medtem je pri Založbi kaset in plošč RTV Slovenija izšel album Tiho, na katerem je bilo 17 pesmi, ki so bile med turnejo posnete v klubu LokalPatriot v Novem mestu. 5. oktobra 2013 je nacionalna televizija predvajala dokumentarni glasbeni film z različnih koncertnih in vadbenih prizoriščih turneje te turneje s posnetki z obeh koncertov v Kinu Šiška.  
Januarja 2014 je Telekomova oglaševalska akcija s slovenskimi športniki vsebovala "Pozitivne misli", novo pesem skupine in prvo studijsko pesem po letu 2009, ko so izdali album Ure letenja za ekstravagantne ptice. Ta skladba se je uvrstila na 2. in 10. mesto lestvice SloTop50 največkrat predvajanih skladb leta 2014.
Skupina se je z dvojnim albumom Dna D vrnila k tršemu zvoku. Ovitek je oblikoval Gsus Ajax in pri tem uporabil izsledke genetske raziskave, ki jo je o članih skupine opravil ljubljanski Inštitut za DNK analize. 1. aprila 2015 je izšel 1. del albuma, ki je bil posnet v dveh dneh decembra 2014 v prostoru za vaje (zvok je obdelal Žarko Pak). Na njem je bilo deset novih avtorskih pesmi in "Lep dan za smrt". Prvi singel je bil "Kozlam", pri katerem so se skupini pod skupnim imenom Ljudska fronta pridružili pevci Gregor Skočir (Big Foot Mama), Jernej Dirnbek in Tone Kregar (oba Mi2), Tomi Meglič (Siddharta) ter Borut Marolt (Niet). Drugi del albuma je izšel 1. novembra 2015. Predstavili so ga na kratki turneji po večjih slovenskih gledališčih. Koncert iz Kina Šiška so posneli tudi na video. Istega leta je bila skupina predstavljena v dokumentarnem filmu Novo mesto glasbe. 
Med aprilom 2017 in januarjem 2018 je imela skupina serijo koncertov v svojem prostoru za vaje v Novem mestu. Oktobra 2018 je izšel album Milo za drago na USB-ključu, zapakiranem v trdo milo.

## Diskografija

### Albumi
- Igra (1997; ponatis 2010)

- Ko hodiš nad oblaki (Helidon, 1999; ponatis 2010)

- Katere barve je tvoj dan? (2004)

- Ure letenja za ekstravagantne ptice (2009)

- Dan 202 (CD/DVD) (2011, skupaj s Simfoničnim orkestrom RTV Slovenija)

- Poleno (2012 / omejena izdaja na kaseti)

- Tiho (2013)

- DNA D (2015)

- Milo za drago (2018)

- Knjiga pohval in pritožb (2019)

### videospoti
- "Bodi moja" (1997) (videospot r. Ven Jemeršić)

- "Za naju punca" (1997) (videospot r. Ven Jemeršić)
- V naravo (1997)

- "Ko hodiš nad oblaki" (1999)

- "Dej mi mal" ljubezni" (1999) - predelava pesmi "Gimme some lovin" za promocijo britanskega filma Notting Hill (videospot r. Klemen Dvornik)

- "Plešeš" (2004) (videospot r. Klemen Dvornik)

- "Voda" (2004) (videospot r. Ven Jemeršić in posnel v enem kadru)

- "Počasi" (2004) (videospot r. Mitja Okorn v razpadajočem portoroškem hotelu Palace)

- "Le naprej" (2004) (videospot je bil posnet v živo na novomeškem koncertu in vsebuje koncertni avdio posnetek)

- "Roke" (2004) (videospot r. Klemen Dvornik, v njem se pojavi glasbena gostja Polona Kasal)

- "Čas" (2004)

- "Lep dan za smrt" (2008) (za videospot je Klemen Dvornik montiral posnetke s Titovega pogreba)

- "Jutranja" (2008) (prvi videospot z neobjavljeno studijsko različico pesmi, drugi videospot s simfonično izvedbo v Križankah in tretji videospot pa z albumsko različico)

- "Google Me" (februar 2009) (videospot r. Klemen Dvornik)

- "Love song" (junij 2009) (videospot r. Klemen Dvornik)

- "Moj problem" (maj 2010) (videospot r. Radislav Jovanov - Gonzo)

- "Magično" (april 2011)

- "Kozlam" (2012) (kasneje poimenovana "Čuti se kot konec sveta")

- "Pozitivne misli" (2014) - del Telekomove reklamne akcije

- "Kozlam" (2015) - z ostalimi pevci kot Ljudska fronta

## Nagrade in priznanja
- 2004, SRF Nagrada glasbenih urednikov za album leta (Katere barve je tvoj dan?)
- 2004, Nagrad glasbenih urednikov za skupino leta
- 2004, Nagrada glasbenih urednikov za pevca leta (Tomislav Jovanovič – Tokac)

- 2006, SRF za najboljšo rock skladbo leta 2005 - "Počasi"

- 2006, Nagrada glasbenih urednikvo za skupino leta

- 2006, Nagrada SRF (Slovenskega radijskega festivala) za Pesem leta (Počasi)

- 2016: Zlata piščalza album leta 2015 - Dna D

## Povezave
uradna spletna stran
uradni Youtube kanal
Intervju Dnevnik 2015
intervju RTV SLO 2016
Intervju Dolenjski list 2019